# Município de Stokes (condado de Madison, Ohio)
O município de Stokes (em inglês: Stokes Township) é um município localizado no condado de Madison no estado estadounidense de Ohio. No ano de 2010 tinha uma população de 679 habitantes e uma densidade populacional de 7,52 pessoas por km².

## Geografia
O município de Stokes encontra-se localizado nas coordenadas 39° 44′ 41″ N, 83° 34′ 18″ O. Segundo o Departamento do Censo dos Estados Unidos, o município tem uma superfície total de 90.24 km², da qual 90,24 km² correspondem a terra firme e (0 %) 0 km² é água.

## Demografia
Segundo o censo de 2010, tinha 679 pessoas residindo no município de Stokes. A densidade populacional era de 7,52 hab./km². Dos 679 habitantes, o município de Stokes estava composto pelo 95,29 % brancos, o 0,74 % eram afroamericanos, o 0,15 % eram amerindios, o 0,15 % eram asiáticos, o 1,77 % eram de outras raças e o 1,91 % eram de uma mistura de raças. Do total da população o 2,06 % eram hispanos ou latinos de qualquer raça.